# Nová Role
Nová Role (Duits: Neu Rohlau) is een stadje in de Tsjechische regio Karlsbad. De stad ligt op een hoogte van 418 meter aan de voet van het Ertsgebergte, ongeveer 5 kilometer ten noordwesten van de districtshoofdstad Karlsbad.
Naast de stad Nová Role zelf liggen ook de dorpen Jimlíkov en Mezirolí in de gemeente. In Nová Role komen twee spoorlijnen samen. Van Chodov en van Karlsbad komen spoorlijnen, die samen verdergaan richting Nejdek. Aan deze spoorlijn ligt het station Nová Role.

## Geschiedenis
De naam van de stad is waarschijnlijk afgeleid van het oude Slavische woord rola, wat zoiets als "voor landbouw geprepareerde grond" betekent. De eerste bewoners van het gebied was de Slavische volksstam Sedlčané. Nová Role is de op zes na oudste nederzetting in de regio Karlsbad. De eerste schriftelijke vermelding stamt uit het jaar 1293.
De oudste bezienswaardigheid in de stad is de Aartsengel Michaëlkerk. Oorspronkelijk werd deze kerk gebouwd tussen de jaren 1240 en 1255. Tegenwoordig is het de oudste kerk in de regio Karlsbad die nog in gebruik is.
In 1964 ontving Nová Role stadsrechten.

### Inwoneraantallen
| Jaar          | 1970  | 1980  | 1991  | 2001  | 2003  | 2006  |
| ------------- | ----- | ----- | ----- | ----- | ----- | ----- |
| Inwoneraantal | 4 578 | 4 467 | 3 888 | 4 048 | 4 047 | 4 030 |

Abertamy · Andělská Hora · Bečov nad Teplou · Bochov · Boží Dar · Božičany · Bražec · Březová · Černava · Čichalov · Dalovice · Děpoltovice · Doupovské Hradiště · Hájek · Horní Blatná · Hory · Hroznětín · Chodov · Chyše · Jáchymov · Jenišov · Karlsbad (Karlovy Vary) · Kolová · Krásné Údolí · Krásný Les · Kyselka · Merklín · Mírová · Nejdek · Nová Role · Nové Hamry · Ostrov · Otovice · Otročín · Pernink · Pila · Potůčky · Pšov · Sadov · Smolné Pece · Stanovice · Stráž nad Ohří · Stružná · Šemnice · Štědrá · Teplička · Toužim · Útvina · Valeč · Velichov · Verušičky · Vojenský újezd Hradiště · Vojkovice · Vrbice · Vysoká Pec · Žlutice